# Callopistria strena
Callopistria strena là một loài bướm đêm trong họ Noctuidae.